# Thordo Johannis
Thordo Johannis (även Thorirus eller Thordir), död 2 januari 1405 i Linköping, var en svensk präst och domprost i Linköping. 

## Biografi
Thordo Johannis var vikarie i Linköping 18 november 1354. Han blev 30 augusti 1369 kanik och var samtidigt från 15 juni 1370 kyrkoherde i Skeda församling, Skeda pastorat. Johannis blev senast 28 december 1379 domprost i Linköpings församling och skrev under ett donationsbrev till capellam omnium sanctorum 1398. Johannis avled 2 januari 1405 i Linköping.